# Museo de La Plata
El Museo de La Plata es un museo de ciencias naturales y antropológicas ubicado en el Paseo del Bosque de la ciudad de La Plata, capital de la provincia de Buenos Aires, Argentina. Forma parte de la Facultad de Ciencias Naturales y Museo de la Universidad Nacional de La Plata y su valor histórico y patrimonial lo constituyen en un referente nacional e internacional. Recibe alrededor de 400.000 visitantes al año.
Fue el primer museo de La Plata, creado el 19 de septiembre de 1884, dos años después de la fundación de la ciudad de La Plata, inaugurado parcialmente su edificio en 1886 y abierto al público en 1888.
Su edificio contiene una singular planta en forma oval, que interpreta la espiral evolutiva, de estilo arquitectónico neoclásico y decoraciones con motivos americanistas. Eso lo llevó a ser reconocido, en 1997, como Monumento Histórico Nacional.

## Historia

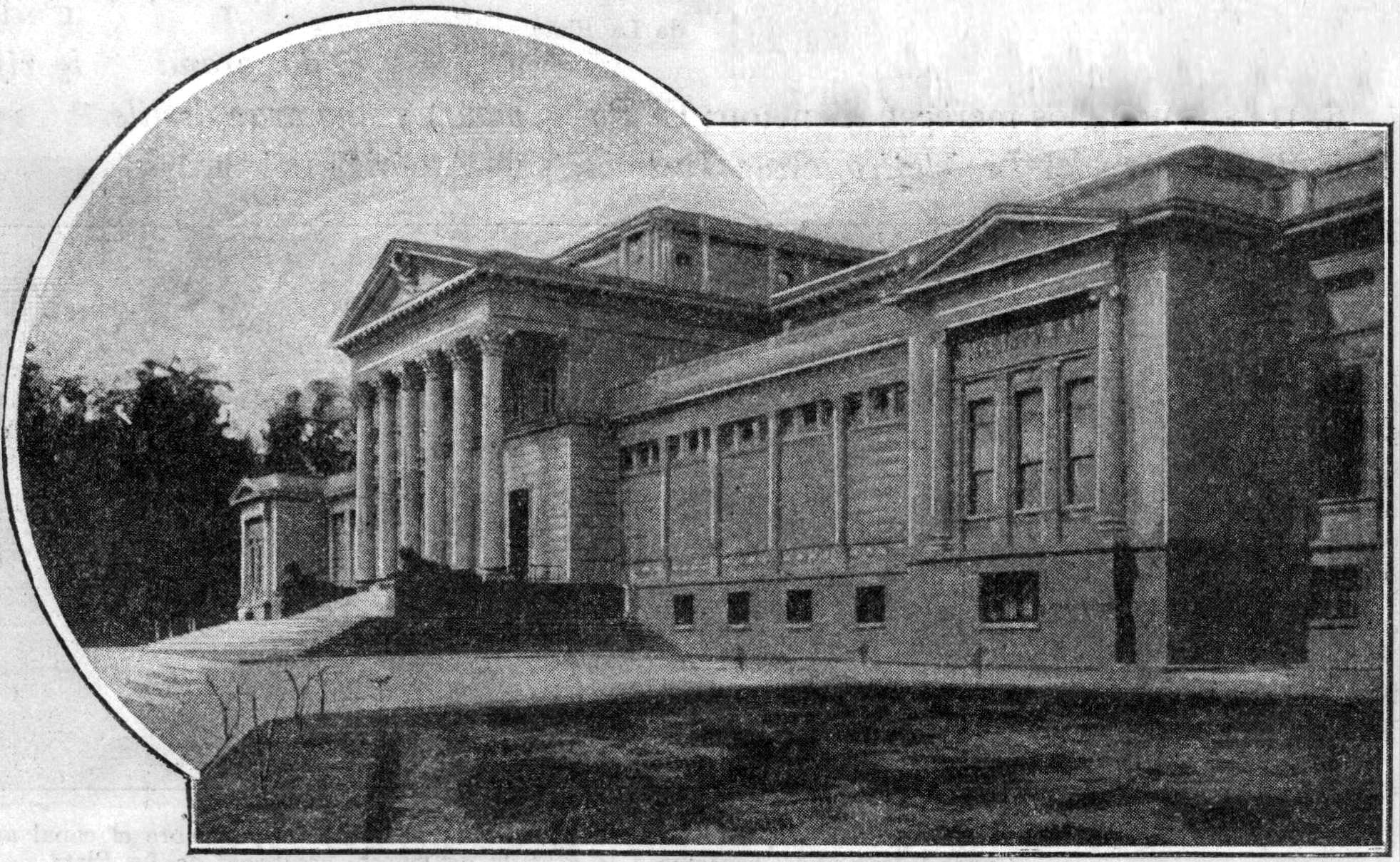
Fachada del edificio durante la década de 1930.

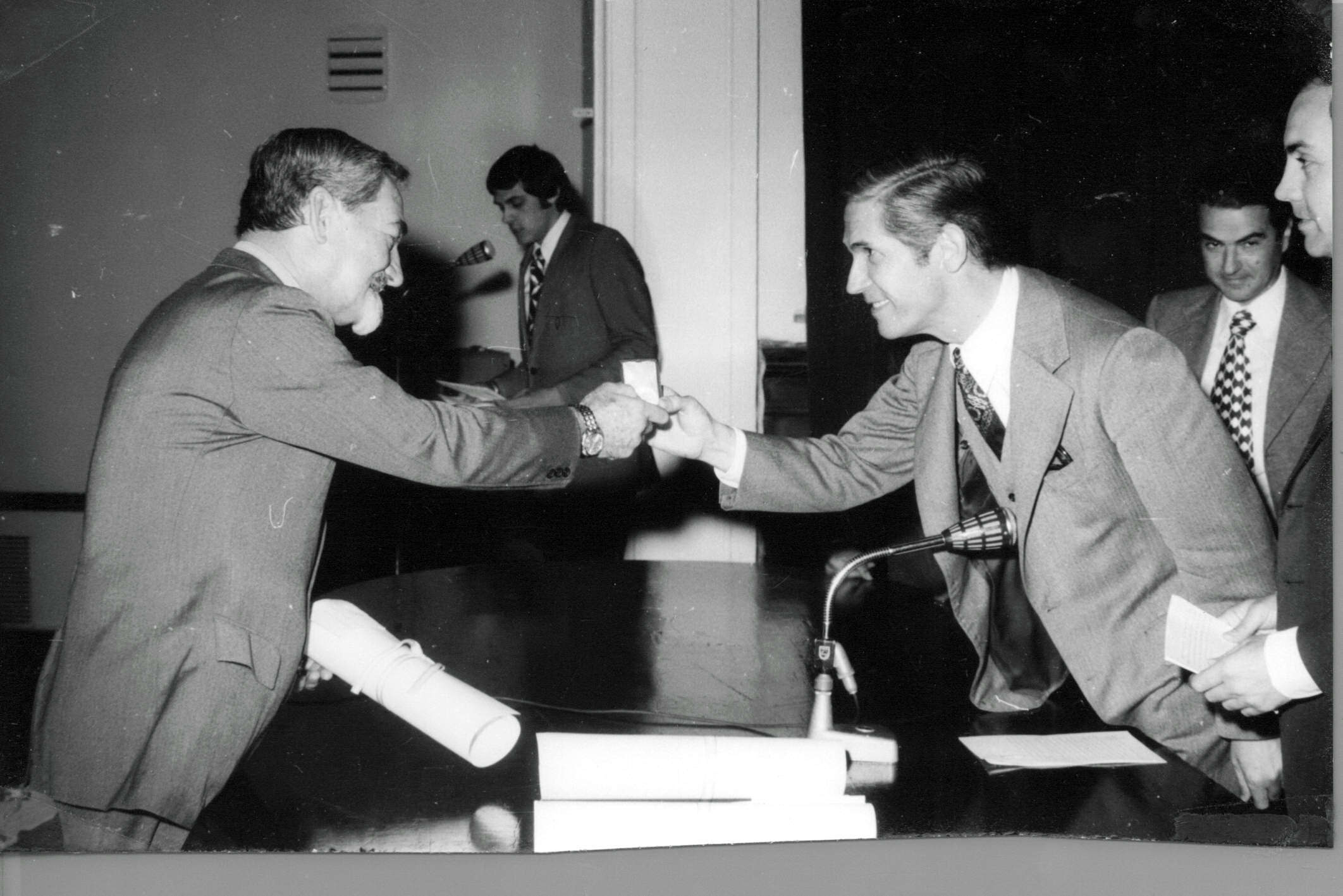
Acto por el centenario de la creación del Museo de La Plata: entrega de premios Francisco Moreno, 1977.

El Museo General de La Plata fue creado por un decreto del Gobierno de la Provincia de Buenos Aires, el 19 de septiembre de 1884, a partir de un proyecto presentado por Francisco Pascasio Moreno, quien fue su fundador y nombrado director vitalicio.
Tiene como antecedente el por entonces Museo Arqueológico y Antropológico, abierto en 1877 en la ciudad de Buenos Aires, antigua capital de la provincia del mismo nombre. Este museo contenía colecciones conformadas por 15 000 ejemplares de piezas óseas y objetos industriales, todas ellas propiedad de Moreno.
A partir de la federalización de la ciudad de Buenos Aires, en 1880, y la fundación de la ciudad de La Plata como nueva capital de la provincia en 1882, el gobierno provincial dispuso el traslado de las colecciones de Francisco Moreno a esta ciudad, en junio de 1884, y la construcción de un edificio que la albergara, cuya obra comenzó en octubre de ese mismo año. La misma concluyó en 1889, aunque la apertura al público se realizó unos meses antes, el 19 de noviembre de 1888, en el sexto aniversario de la fundación de la ciudad.
Desde su apertura, el Museo de La Plata estuvo organizado en cinco secciones: Antropología, Geología, Zoología, Paleontología y Botánica, a cargo de estudiosos extranjeros de distintas disciplinas científicas. Su función primordial fue clasificar las colecciones para su exhibición y estudio, realizar expediciones y publicar trabajos científicos, fundamentalmente en revistas propias.
Meses después de la nacionalización de la hasta entonces Universidad Provincial de La Plata, en 1906, bajo la presidencia de su fundador, Joaquín V. González, el museo pasó a formar parte del patrimonio de esa unidad académica, incorporándose con actividades de docencia e investigación. Moreno decidió, entonces, dejar la dirección del museo por estar en desacuerdo con la nueva orientación que esa incorporación significaba: las instalaciones debieron reducirse, parte de la biblioteca se distribuyó en otras universidades y la imprenta y los terrenos adyacentes quedaron en propiedad fiscal del gobierno provincial.
En 1912, William J. Holland donó al país una réplica del famoso Dippy y viajó personalmente para armarlo en el Museo de La Plata, donde todavía se encuentra en exhibición. Holland registró la expedición en su libro de viajes, de 1913, Al Río de la Plata y de regreso.

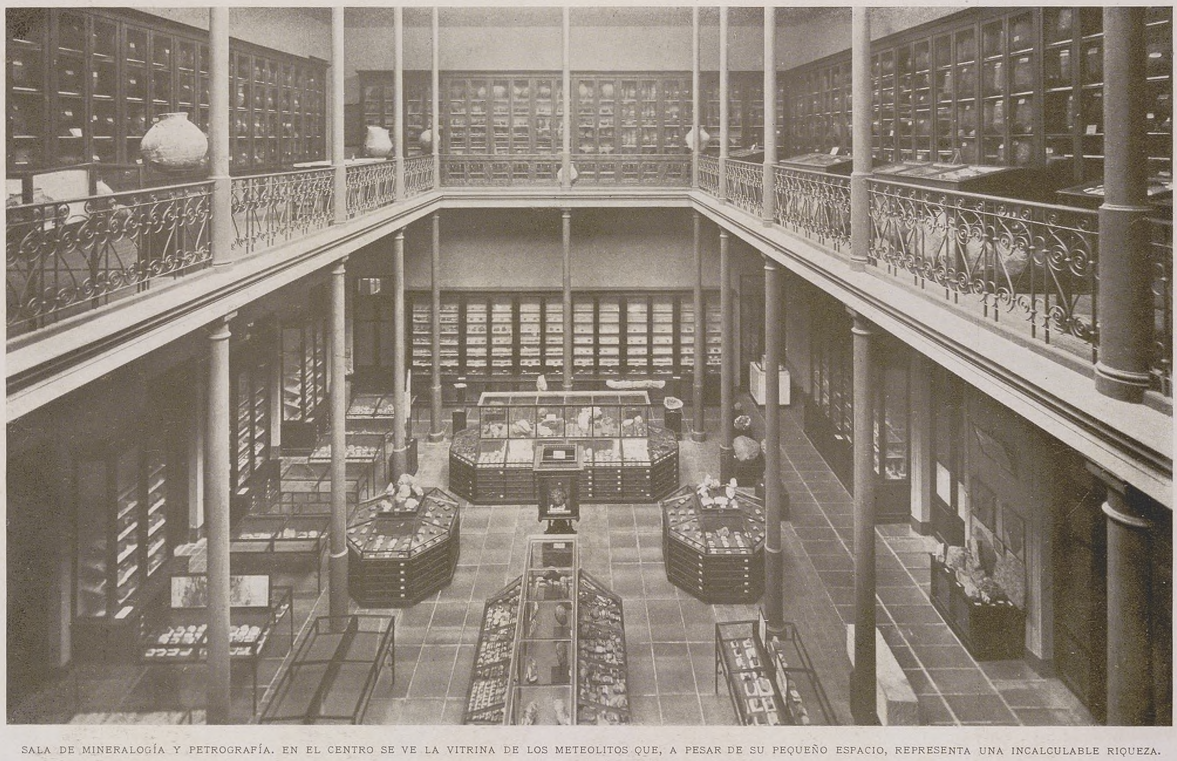
Sala de Mineralogía y Petrografía del Museo de La Plata en 1917.

En los planes de la nueva organización se preveía, entre otras cosas, una escuela de Ciencias Naturales, que comprendía las siguientes disciplinas: Ciencias Geológicas, Ciencias Biológicas, Ciencias Antropológicas, Ciencias Geográficas y Química. También funcionaba la Escuela Anexa de Dibujo. Las tres últimas fueron divididas del Museo de La Plata hacia comienzos de la década de 1920 y se agruparon bajo el nombre de Escuela Superior de Ciencias Naturales.
El 19 de julio de 1949, el Instituto del Museo-Escuela de Ciencias Naturales quedó bajo la dependencia administrativa de la recientemente creada Facultad de Ciencias Naturales y Museo.
El 2 de abril de 1987 se crea la Fundación del Museo de La Plata, una Organización No Gubernamental (ONG) que tiene como objetivo recaudar y administrar recursos con el fin de colaborar en el buen funcionamiento del Museo. Como tal, desde su inició ha colaborado de múltiples formas, como la financiación de la renovación de salas, otorgamiento de becas para estudiantes, y la publicación de varios libros y revistas de divulgación referidas a la historia e investigaciones relacionados con el Museo. A su vez, desde el año 1992 publica de forma periódica una revista de divulgación científica, denominada Revista Museo, en la que difunde los conocimientos y líneas de investigación que se desarrollan en las ciencias naturales y antropológicas dentro del Museo de La Plata, así como la historia y el patrimonio de la institución.

## Edificio

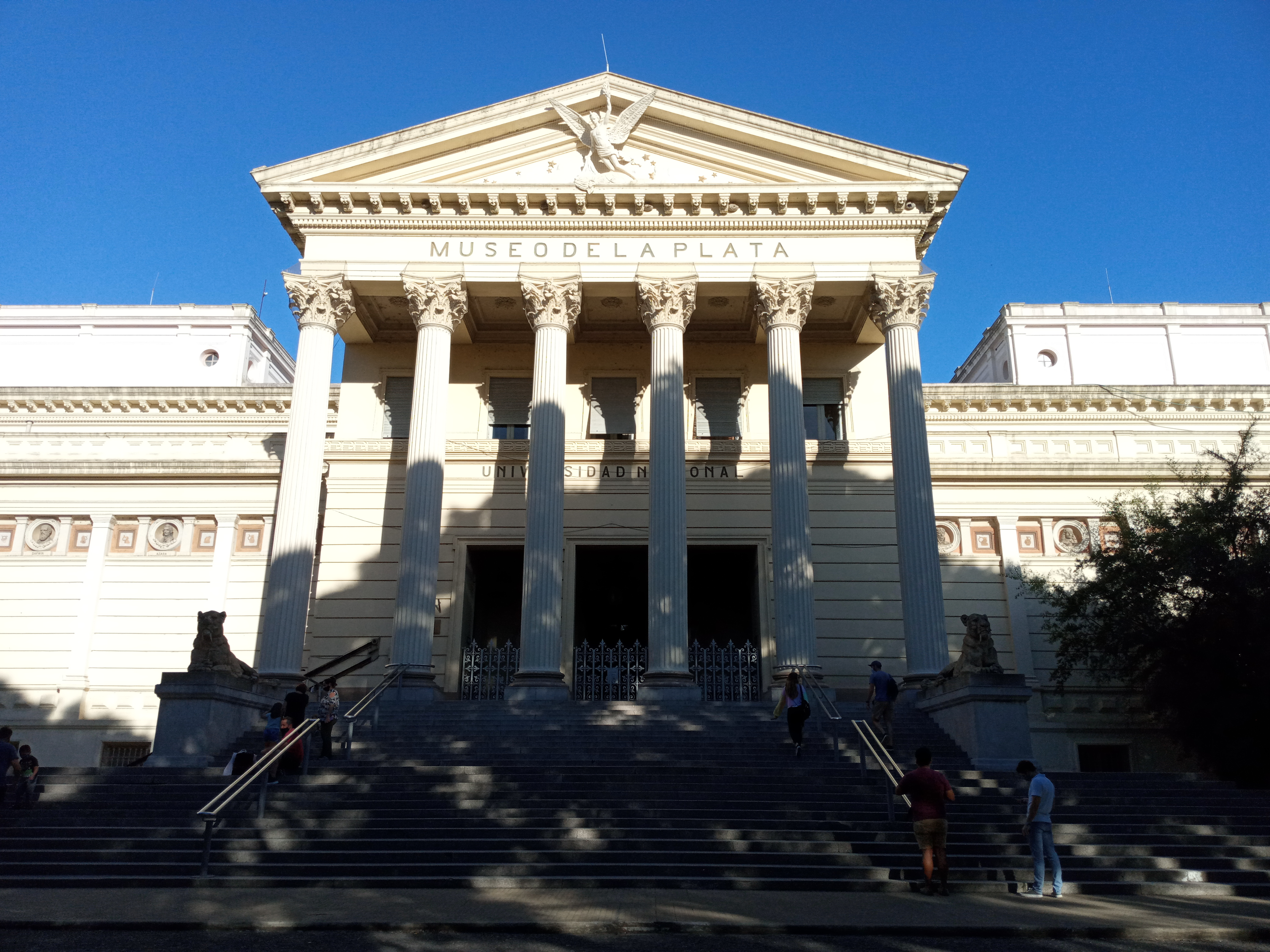
Fachada del edificio.

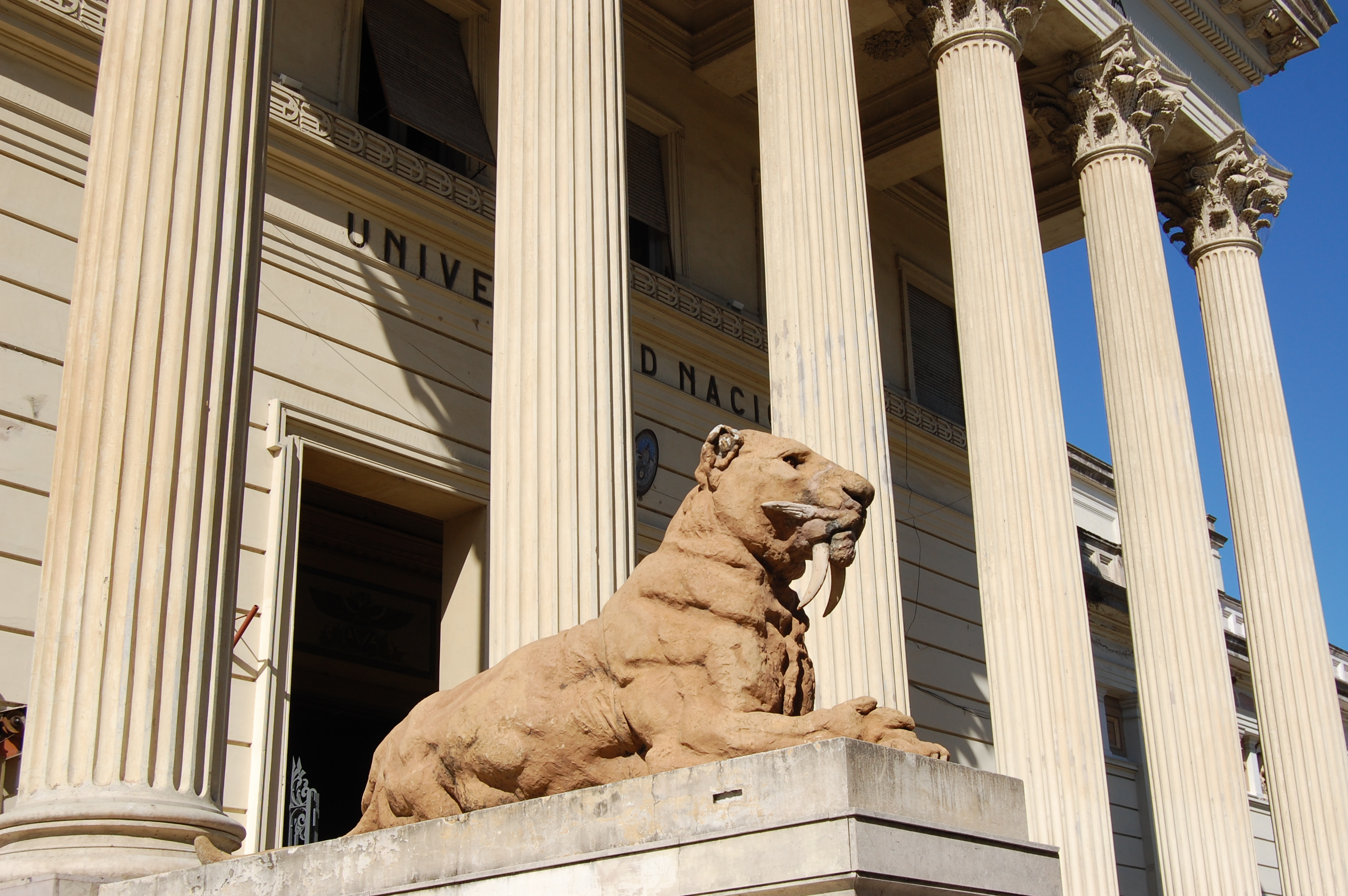
Detalle de la escultura de uno de los dos smilodones.

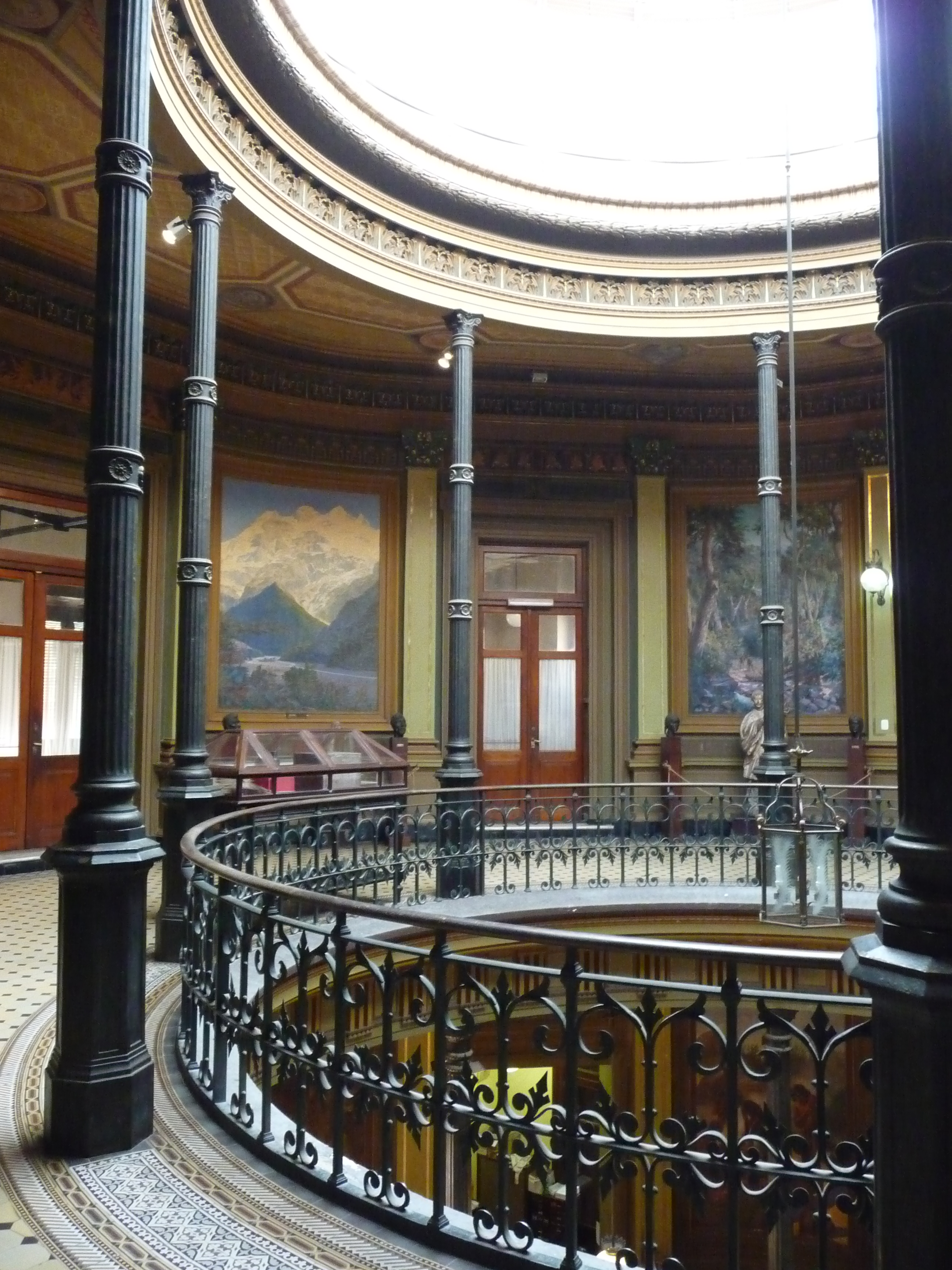
Galería hall central planta alta del museo.

El edificio del Museo de La Plata es una construcción de características neoclásicas, el estilo dominante de los edificios de la época fundacional de La Plata. Su construcción, realizada entre 1884 y 1888, fue obra del arquitecto alemán Federico Heynemann y del sueco Enrique Åberg.
Los elementos de la cultura de la América precolombina utilizados para su ornamentación no desarmonizan con sus líneas griegas, lo que le da un carácter único.
La planta es un rectángulo con dos hemiciclos en sus extremos, con 135 metros en su eje principal y 70 metros en el eje menor. El impresionante pórtico está compuesto por seis columnas de orden corintio. El acceso principal está constituido por una escalinata custodiada por dos esculturas que representan a dos smilodontes modeladas por el artista Víctor de Pol.
Una serie de 12 bustos fueron realizados por el artista veneciano Víctor de Pol en la época fundacional. Están distribuidos seis de cada lado de la puerta principal de acceso, dispuestos en hornacinas y separados por pilastras toscanas. Representan destacados naturalistas y personalidades del siglo XVIII y XIX. Estas figuras fueron seleccionadas por Francisco Moreno, quien incluyó aquellas que más se habían distinguido por sus estudios relativos a Sudamérica o fundadores de diversas disciplinas de las ciencias naturales. Los bustos corresponden a: Jacques Boucher de Perthes, Jean-Baptiste Lamarck, Johann Joachim Winckelmann, Johann Friedrich Blumenbach, Carlos Linneo, Georges Cuvier, Alexander von Humboldt, Félix de Azara, Charles Darwin, Alcide d'Orbigny, Paul Broca y Augusto Bravard.
Situados en el hall de acceso y en la rotonda del primer piso, los murales del museo fueron pintados por el mismo artista, Víctor de Pol, durante la época en que se construyó el edificio, y se inauguraron conjuntamente el 19 de noviembre de 1889. El 19 de noviembre de 1923 se inauguró, en este mismo hall de entrada, el busto de Francisco P. Moreno, esculpido por el artista Alberto Lagos.
El nivel 0 posee laboratorios de investigación y depósitos para colecciones. En la planta baja se encuentran muestras biológicas, geológicas y paleontológicas; y en las dos plantas superiores se exhiben colecciones históricas y antropológicas.
En 1998 se propuso la ampliación del edificio, con base en un proyecto realizado en 1994 por el arquitecto Vicente Krause. Finalmente la ampliación no se autorizó. En el predio de la Facultad de Ciencias Naturales y Museo se construyeron dos edificios para investigación “Anexo Museo I” y el “Anexo Museo II”.

## Colecciones y exhibiciones

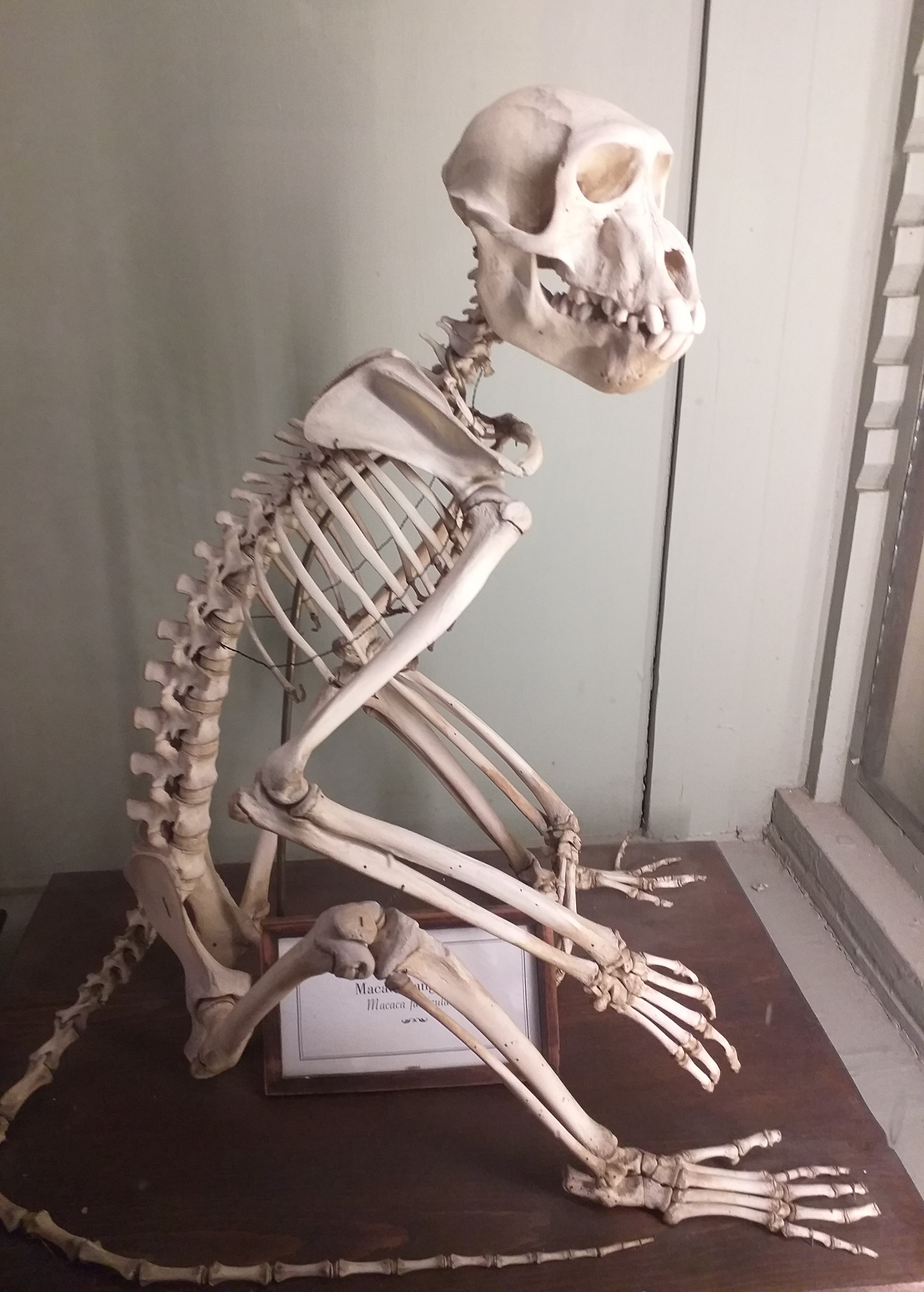
Esqueleto de Macaco (Museo de Ciencias Naturales de La Plata)

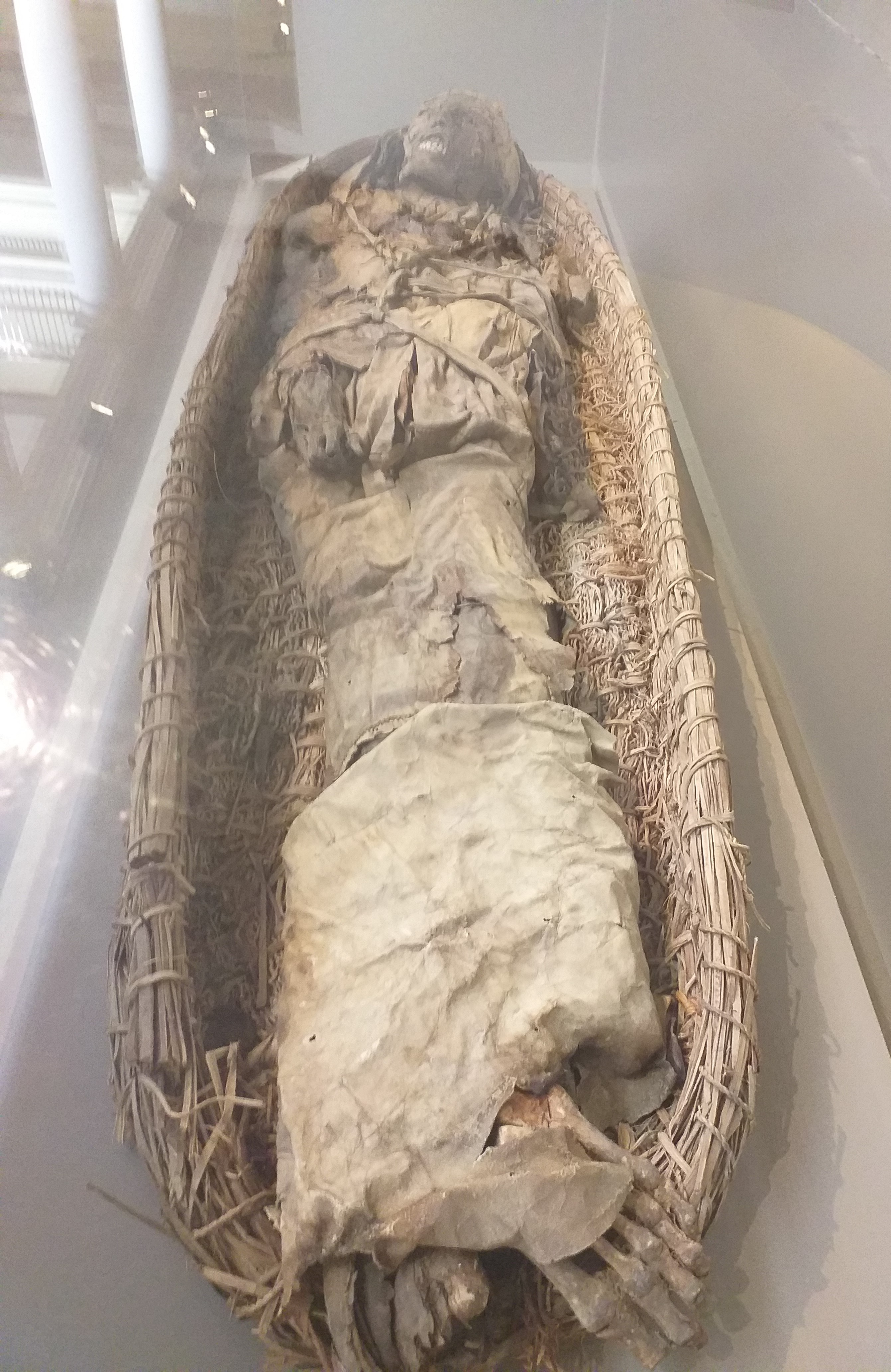
Momia guanche (Museo de Ciencias Naturales de La Plata)

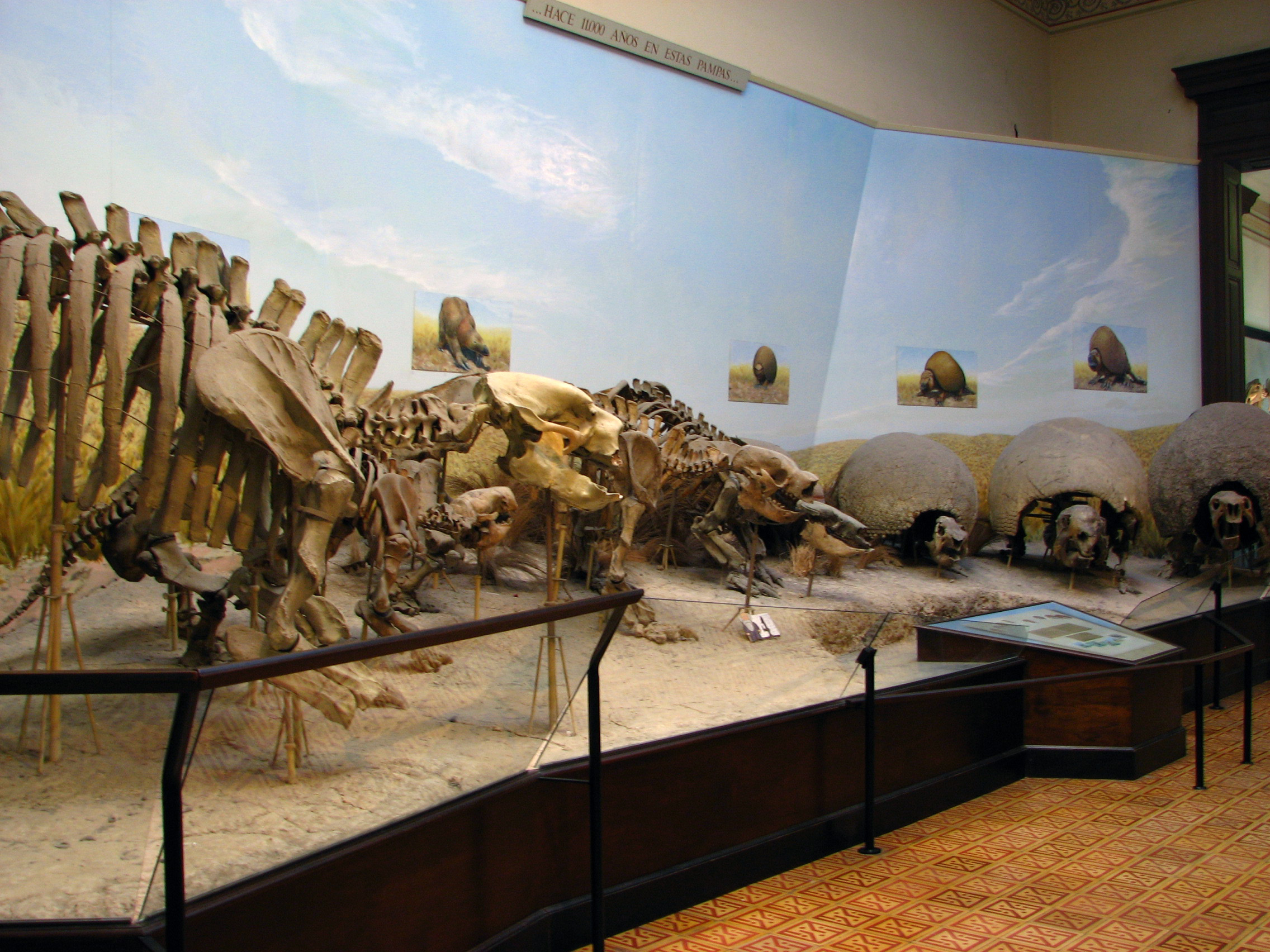
Reproducción del hábitat de diferentes especies de xenartros.

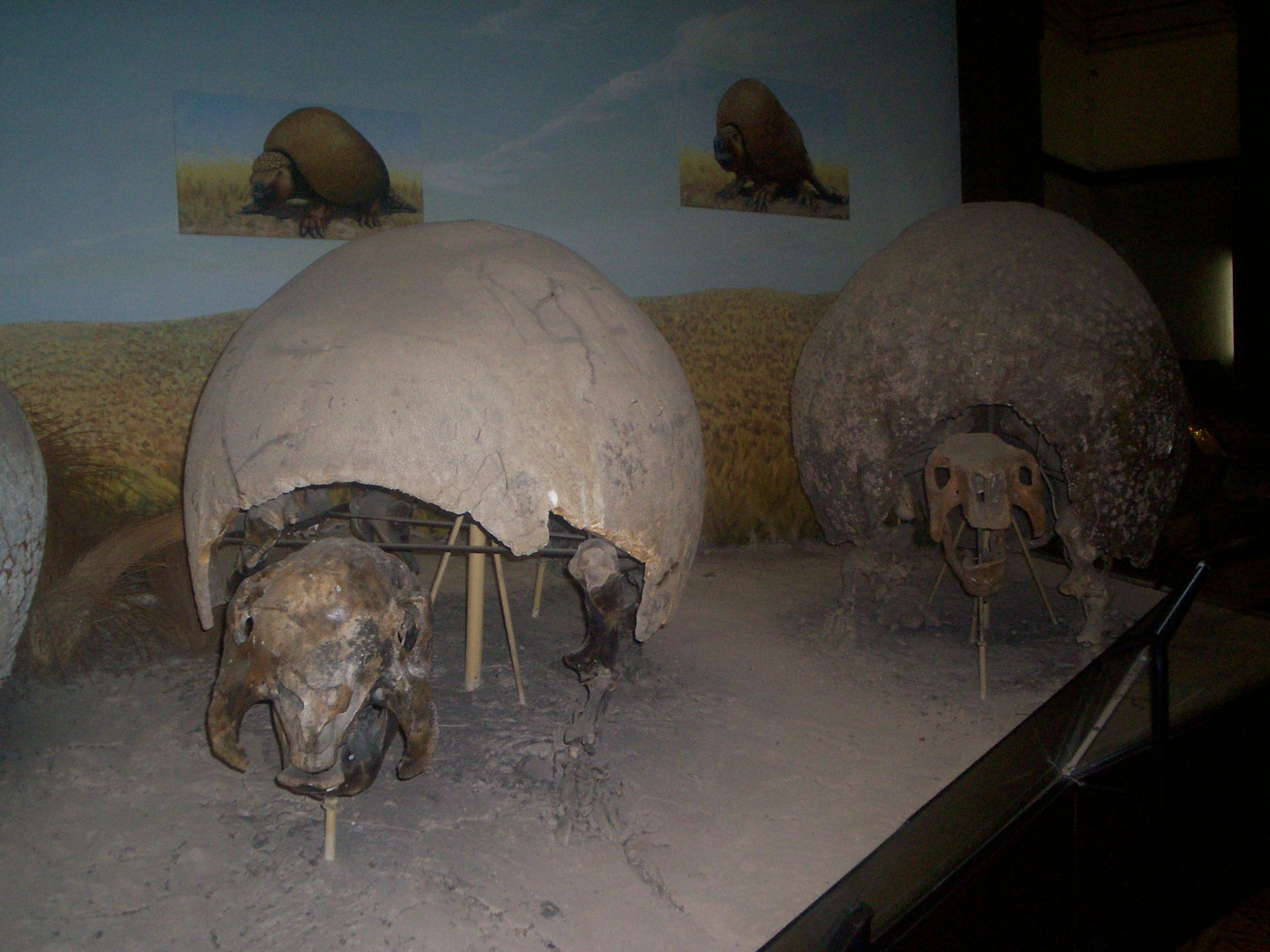
Especímenes de xenartros del género Glyptodon.

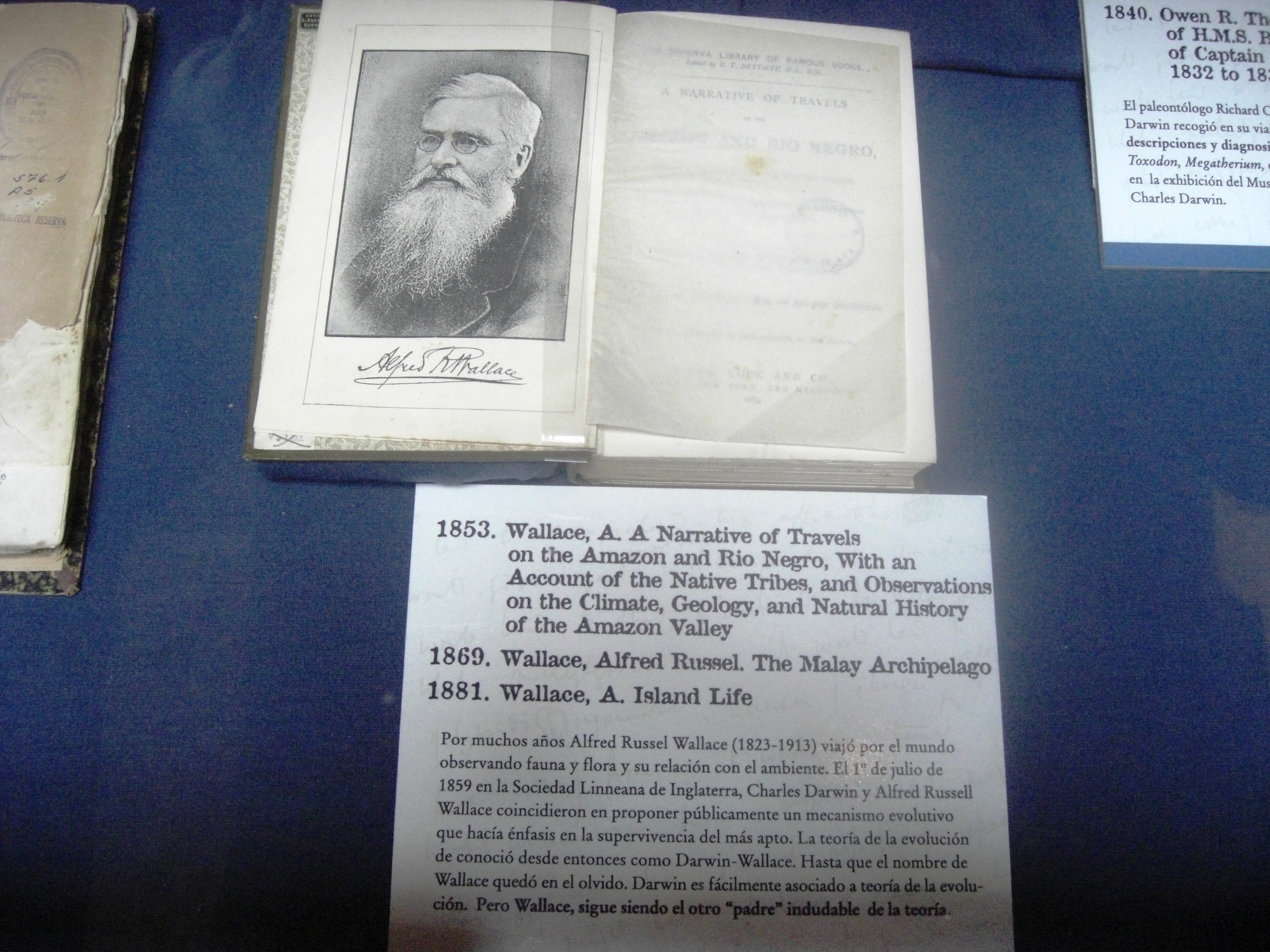
Ejemplar de la primera edición del libro Relatos del viaje a la cuenca del Amazonas de Alfred Russell Wallace Se destaca al pie un homenaje del museo a su figura y aporte a las teorías evolutivas.

Las primeras colecciones fueron donadas por Francisco Pascasio Moreno y luego se incrementaron por los viajes exploratorios de varios naturalistas europeos, donaciones y algunas compras.
Las colecciones suman más de 3 millones y medio de objetos agrupados en quince Divisiones que corresponden a las áreas de Geología, Botánica, Zoología, Paleontología y Antropología. Muchas de ellas comprenden colecciones diferenciadas sobre la base de criterios sistemáticos, identidad de los coleccionistas y valor histórico, entre otros.
El Museo nuclea a importantes grupos de investigación sobre el patrimonio natural y cultural de la Argentina. Los principales objetivos de investigación son describir las diferentes manifestaciones de la diversidad geológica, biológica, paleontológica y antropológica de la Argentina y estudiar los distintos procesos que originan, configuran y sostienen dicha diversidad.
Posee más de veinte salas de exhibición situadas en espiral que al recorrerlas permiten comprender la evolución de la vida en la Tierra desde sus orígenes hasta la aparición del ser humano. Las salas del primer nivel se refieren a temáticas de Geología, Paleontología y Zoología, en tanto que las del segundo nivel abordan aquellas propias de la Antropología biológica, la Etnografía, y la Arqueología argentina y latinoamericana. En la planta alta se encuentra además la Sala Egipcia, única exhibición referida a una cultura extra-americana, y una sala dedicada al fundador del Museo, Francisco P. Moreno. La Sala de Osteología comparada fue refaccionada para conservar las mismas características, criterios y concepto que tenía a principios del siglo XX incluidos los soportes y el armado original.  

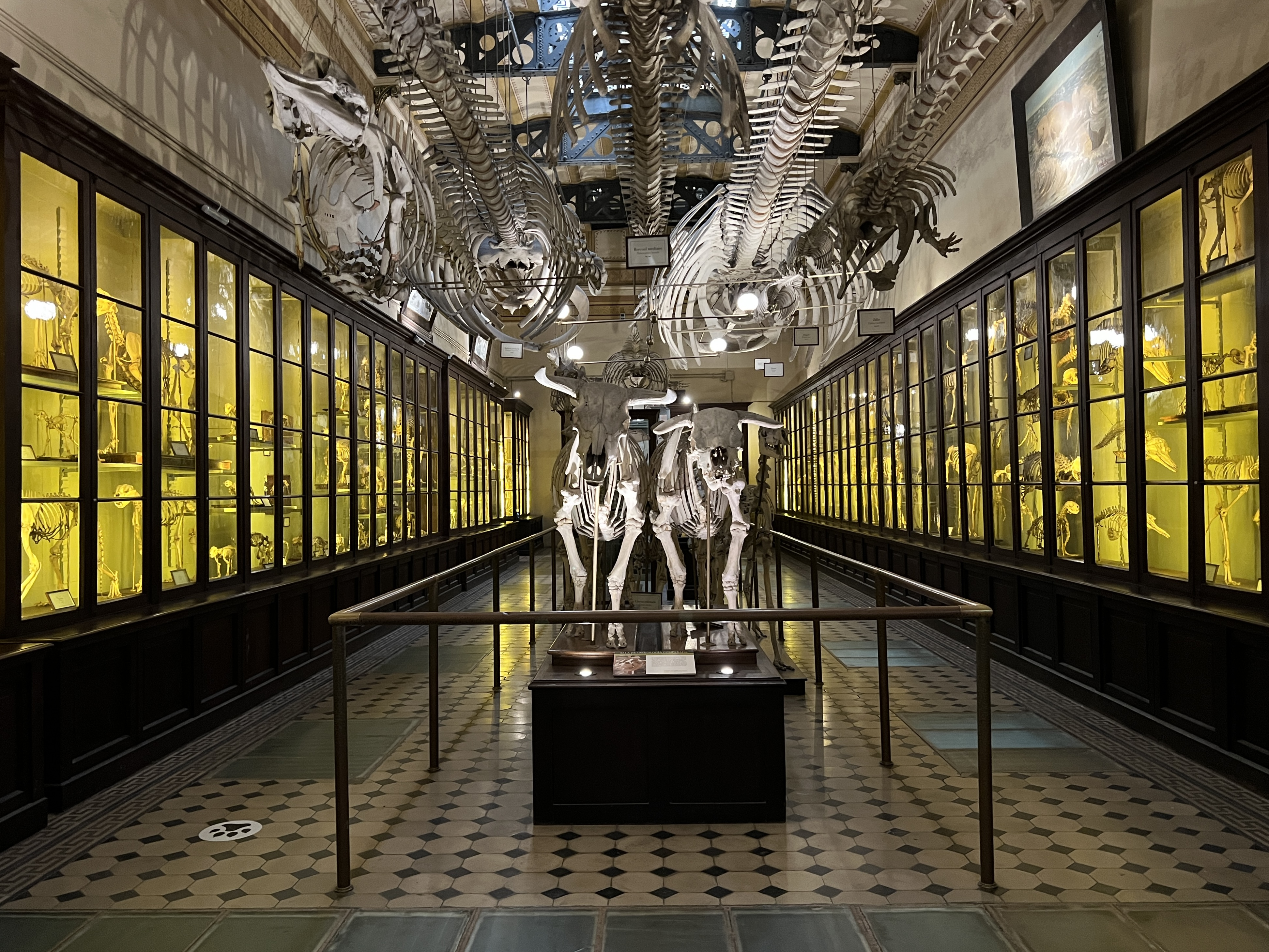
Sala de Osteología comparada del Museo de La Plata.

### Salas de exhibición del Museo de La Plata
El Museo de La Plata cuenta con 20 salas de exhibición abiertas al público:
1. La Tierra: una historia de Cambios
2. Tiempo y Materia: laberintos de la evolución
3. Vida en la Tierra. Precámbrico y Paleozoico
4. La Era Mesozoica. Edad de los reptiles
5. La Era Cenozoica. Megafauna de América del Sur
6. Gran intercambio Biótico Americano
7. Extinción de la Megafauna. Edad de Hielo
8. Sabores precolombinos. Exposición temporaria
9. Diversidad y hábitos de los Invertebrados
10. Entomología. La vida de los Insectos
11. Diversidad de aves y mamíferos
12. Diversidad de anfibios y reptiles. Hacia tierra firme
13. Osteología comparada. Exhibición histórica
14. Vertebrados acuáticos y semiacuáticos
15. Evolución humana. Ser y pertenecer
16. Etnografía. Espejos culturales
17. Arqueología Latinoamericana
18. Arqueología del Noroeste Argentino
19. Fragmentos de historia a orillas del Nilo. Sala egipcia (ver debajo)
20. Sala Moreno. Época fundacional
21. Colección Jesuítica[18]

### Sala Egipcia del Museo de La Plata
La Sala Egipcia exhibe parte del material recuperado en campañas de rescate, preservación e investigación realizadas por arqueólogos y arqueólogas argentinos en Sudán y Egipto. Dicha campaña fue propiciada por la UNESCO y los gobiernos de los países antes mencionados, en razón de la construcción de un dique en el río Nilo, que inundaría la zona. En consecuencia se procedió a realizar tres campañas de excavaciones entre 1961 y 1963 en el templo de Ramsés II del siglo XIII a. C. en Aksha (Sudán). 
El Complejo de Aksha fue un centro político y administrativo de la época de Ramsés II (dinastía 19) cuyas construcciones incluían un templo, los depósitos, el barrio de los funcionarios y la casa del gobernador, entre otras.
Todos los objetos son originales. Fueron donados al Museo por el Gobierno sudanés en reconocimiento a los trabajos realizados por la expedición francoargentina durante la década de 1960. El arqueólogo Abraham Rosenvasser participó del rescate de los monumentos históricos que quedarían bajo las aguas por la construcción de la represa de Asuán. Las piezas conservan inscripciones jeroglíficas cuya interpretación, junto a otras evidencias, permite recuperar diversos aspectos de la vida en el antiguo Egipto.
De gran atracción además son las tres momias de 2700 años de antigüedad, donadas por Dardo Rocha, conservadas con sus respectivos sarcófagos.

#### La Noche de los Museos
Desde hace algunos años, el museo participa de "Noche de los Museos" donde se abren las puertas para todo el público en horario fuera de lo habitual para descubrir y participar de propuestas durante la noche.Entre las actividades más destacadas, está el recorrido del museo con linternas para descubrir los fósiles de dinosaurios.

## Investigación: las Divisiones Científicas del Museo de La Plata
La actividad científica del Museo de La Plata se organiza en Divisiones Científicas, que en el Reglamento de Divisiones (Reglamento de Divisiones Científicas del Museo, resolución 228/18) se definen como “...las unidades de gestión, responsables de la conservación y administración de las colecciones bajo su custodia y de las investigaciones que en ellas se llevan a cabo”. Cada División está integrada por un Jefe de división, puede incluir Jefes de Sección o encargados de colecciones, así como investigadores científicos, becarios, tesistas, profesionales de apoyo, técnicos, preparadores y personal administrativo.

### Historia de las Divisiones
Desde su apertura, el Museo de La Plata estuvo organizado en cinco secciones: Antropología, Geología, Zoología, Paleontología y Botánica, a cargo de estudiosos extranjeros de distintas disciplinas científicas. Durante estos primeros años no había todavía una clara diferenciación en los temas investigados desde cada una de las Secciones, sino que se seguían los estudios de los jefes o miembros de las mismas. La función primordial era la clasificación de las colecciones para su exhibición y estudio, realizar expediciones y publicar trabajos científicos, fundamentalmente en revistas propias. A partir de cambios organizativos en el Museo impulsados en distintos momentos, se cambió la denominación de las secciones, en algunos momentos pasaron a ser Departamentos (entre 1921-1948 y 1988-1999) y actualmente Divisiones.
En la actualidad existen quince Divisiones Científicas en el Museo de La Plata, organizadas en cinco áreas: Antropología, Botánica, Zoología, Paleontología y Geología.

### Divisiones Científicas del Museo de La Plata
Desde el año 2018 el Museo se organiza en cinco Áreas: Geología, Paleontología, Botánica, Zoología y Antropología, que a su vez, conforman 15 divisiones:

#### Área Antropología
- División Arqueología
- División Etnografía
- División Antropología

#### Área Botánica
- División Plantas Vasculares
- División Ficología
- División Micología

#### Área Zoología
- División Zoología Vertebrados
- División Zoología Invertebrados
- División Entomología

#### Área Paleontología
- División Paleozoología Vertebrados
- División Paleozoología Invertebrados
- División Paleobotánica

#### Área Geología
- División Mineralogía, Petrología y Sedimentología
- División Geología
- División Geología Aplicada

## Biblioteca
En el museo se halla la Biblioteca Florentino Ameghino, fundada en 1887 que inició con la donación de 2000 volúmenes de su biblioteca particular de Francisco Moreno.
Inicialmente contaba con donaciones y compras de libros y otros materiales de bibliotecas particulares, principalmente de las de Francisco P. Moreno, Antonio Zinni y Nicolás Avellaneda.
La biblioteca de la Facultad de Ciencias Naturales y Museo, es utilizada por unos 200 alumnos, y para unos 700 docentes e investigadores, atendiendo las demandas de alumnos y proyectos de investigación en materias de ciencias biológicas y ciencias geológicas.
Cuenta con aproximadamente un total de 32.500 volúmenes, incluyendo monografías, 500 folletos, 5380 publicaciones periódicas, 1004 tesis doctorales y 5700 trabajos publicados por docentes e investigadores de la facultad.

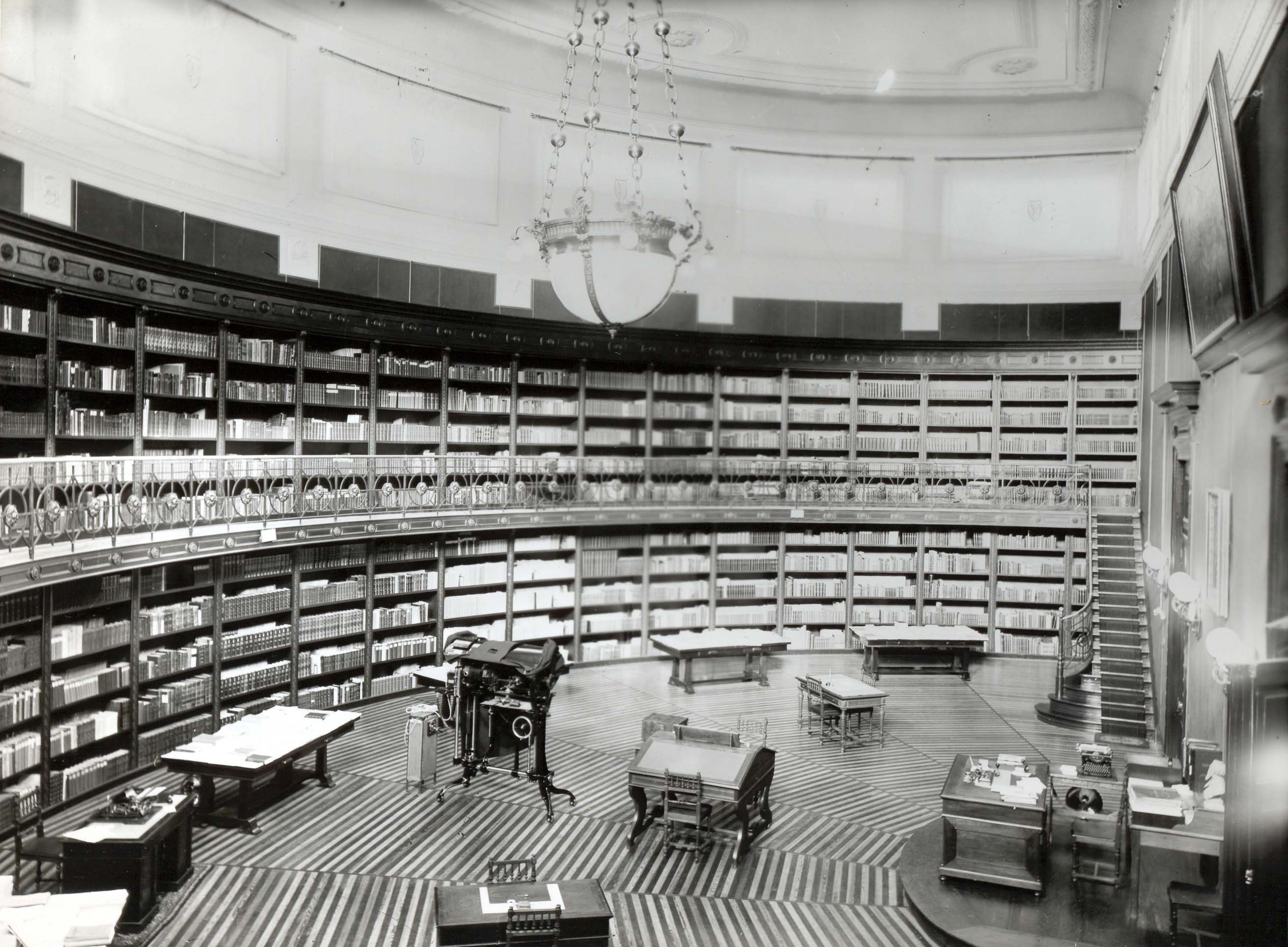
La Biblioteca Florentino Ameghino fue creada en 1884 como Biblioteca del Museo de Ciencias Naturales de La Plata, Argentina.

Fue en 1996 que adoptó el nombre actual, en honor al gran naturalista, primera gran figura de la ciencia nacional argentina.
Su servicios son:
- Préstamo de libros a domicilio (se debe gestionar un carnet).
- Consulta de libros en el lugar con solo presentar un documento de identidad.
- Referencias y búsquedas especiales.
- Préstamo interbibliotecario y obtención de documentos.

Dispone de computadoras con Wi-Fi para uso académico, destinadas al acceso de recursos de información en soportes digitales, como por ejemplo los libros, revistas y bases de datos accesibles desde el Portal Biblioteca Electrónica del MINCYT, así como también a otras colecciones de acceso gratuito ofrecidas desde la página Web de la biblioteca.

## Autoridades

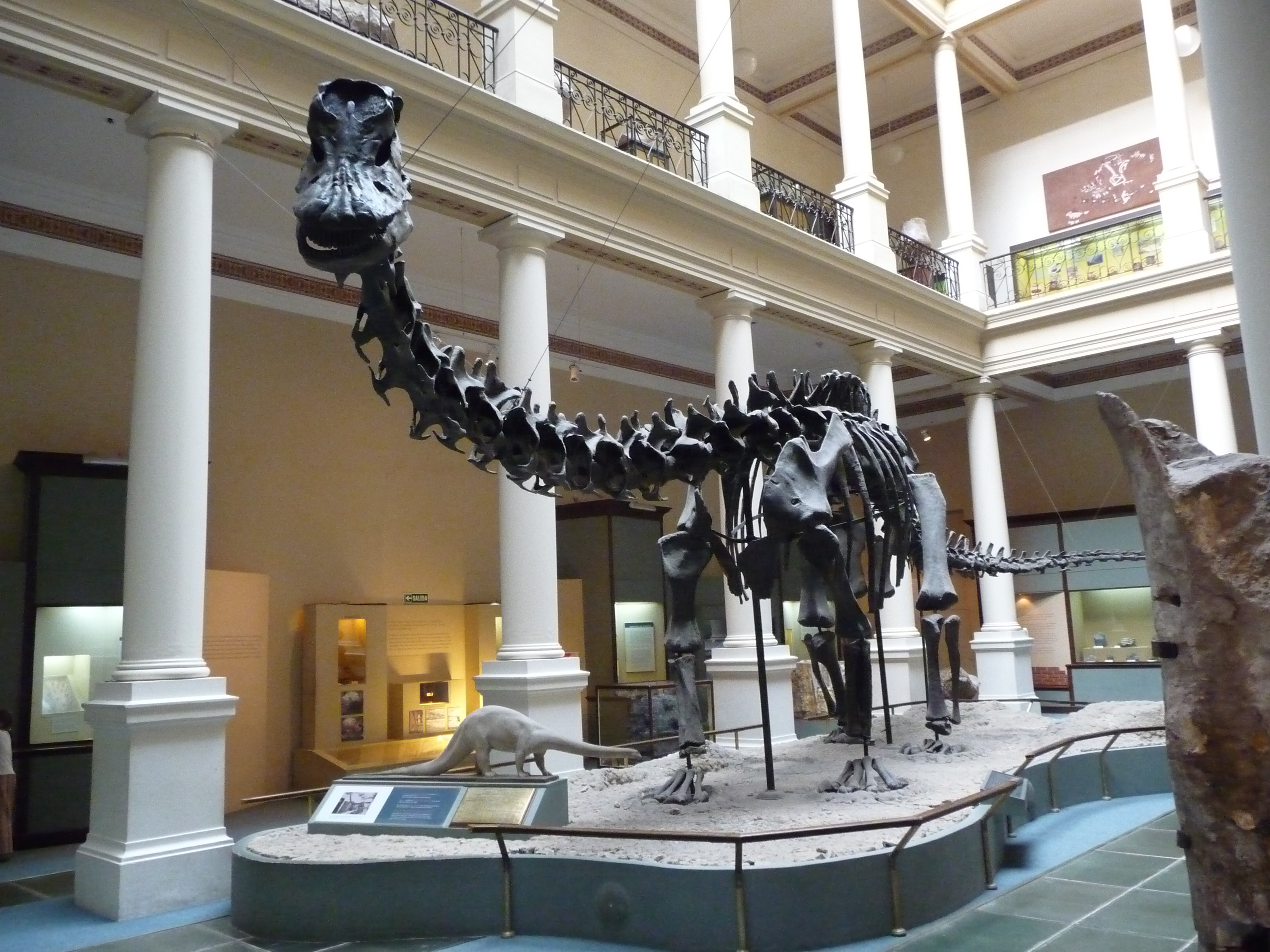
Copia en yeso (Dippy) de Diplodocus carnegii, Museo de La Plata

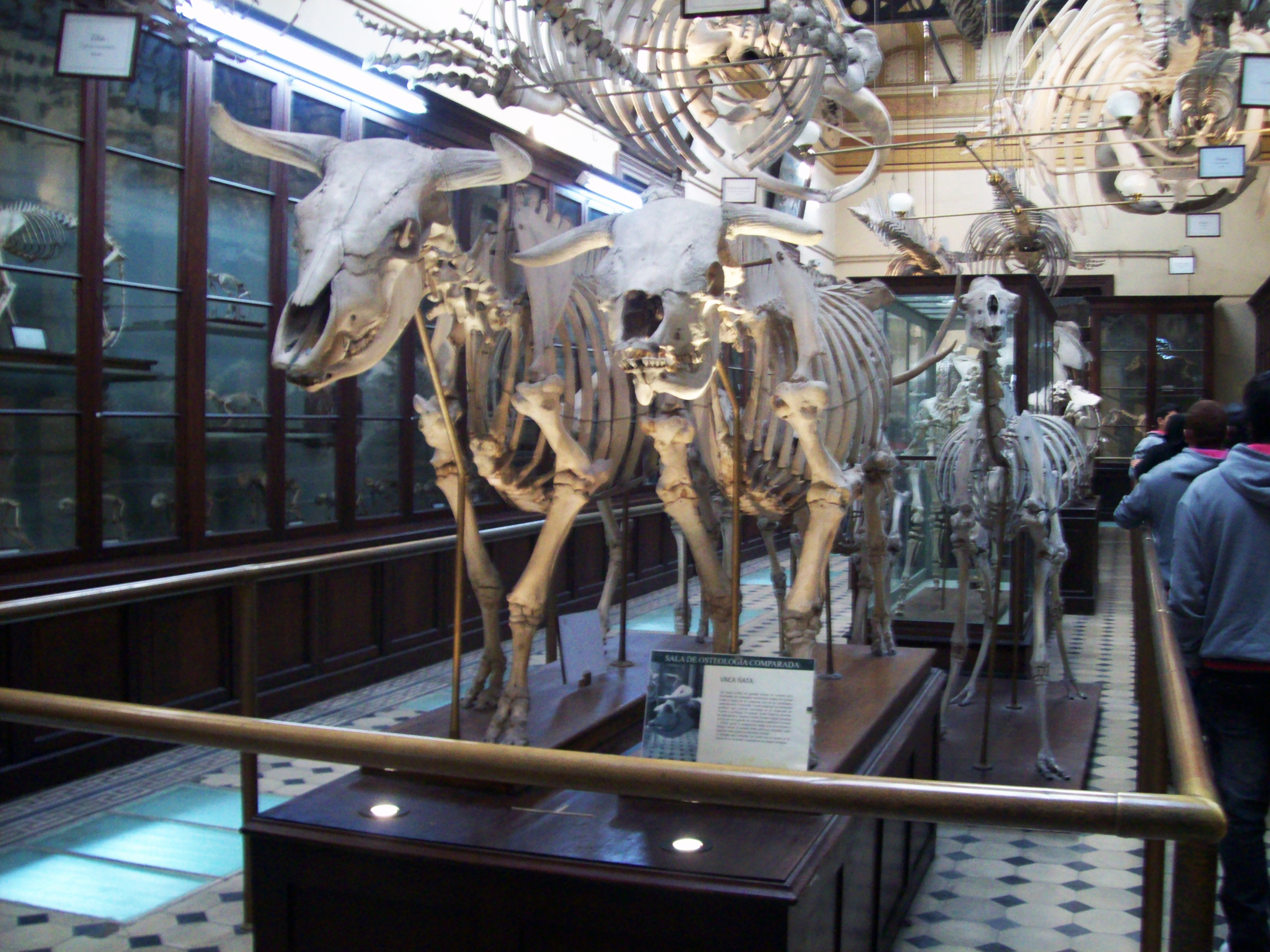
Sala de Osteología (Sala Histórica). Museo de La Plata

Tal como lo confesara su fundador «La Dirección de un Museo semejante exige, tiránicamente, la dedicación exclusiva de la vida entera...». El Director es responsable de la labor científica, la cual se realiza en los Departamentos Científicos, como así también de las exhibiciones y actividades de divulgación y transferencia a la comunidad.
La designación de las autoridades recayó siempre en profesores e investigadores de la casa, con tres únicas excepciones: la del historiador Ricardo Levene, la del Capitán de Fragata Guillermo Wallbrecher y la de su sucesor, el botánico José Fortunato Molfino.
| Nombre y Apellido         | Período           |
| ------------------------- | ----------------- |
| Francisco Pascasio Moreno | 1884-1906         |
| Samuel A. Lafone Quevedo  | 1906-1920         |
| Luis María Torres         | 1920-1932         |
| Augusto C. Scala          | 1932-1933         |
| Ricardo Levene            | 1933-1934         |
| Joaquín Frenguelli        | 1934-1946         |
| Emiliano J. Mac Donagh    | 1946-1949         |
| Guillermo Wallbrecher     | 1950-1952         |
| José Fortunato Molfino    | 1952-1953         |
| Joaquín Frenguelli        | 1953-1955         |
| Tomás Suero               | 1955-1955         |
| Fernando Márquez Miranda  | 1955-1957         |
| Sebastián A. Guarrera     | 1957-1964         |
| Mario Egidio Teruggi      | 1964-1966         |
| Armando Vivante           | 1966-1967         |
| Luis De Santis            | 1967-1967         |
| Arturo J. Amos            | 1967-1970         |
| Edgardo O. Rolleri        | 1970-1972         |
| Humberto A. Fabris        | 1972-1973         |
| Victorio Angelleli        | 1973-1973         |
| Francisco Fidalgo         | 1973-1973         |
| Aníbal J. Figini          | 1973-1974         |
| Francisco Carnese         | 1974-1974         |
| Carmelo I. C. de Ferraris | 1974-1976         |
| Luis De Santis            | 1976-1976         |
| Jorge O. Kilmurray        | 1976-1980         |
| Sixto Coscarón            | 1980-1981         |
| Víctor Mauriño            | 1981-1983         |
| Oscar Arrondo             | 1983-1986         |
| Isidoro B. Schalamuk      | 1986-1992         |
| Edgardo O. Rolleri        | 1992-1994         |
| Mario Egidio Teruggi      | 1994-1996         |
| Rodolfo A. Raffino        | 1996-1999         |
| Silvia Ametrano           | 2001-2018         |
| Analía Lanteri            | 2018- Actualmente |

## En la cultura audiovisual
- En la película «¿Qué es el otoño?» (1977), de David José Kohon y protagonizada por Alfredo Alcón y Dora Baret, la pareja visita el Museo de La Plata y el personaje de la protagonista se roba un hueso de un esqueleto.
- En el disco «La mosca y la sopa» (1991), quinto álbum de estudio de la banda argentina de rock: Patricio Rey y sus Redonditos de Ricota, el diseño gráfico y artístico incluye una imagen del Museo de La Plata.[30]
- En la película «El aura» (2005), de Fabián Bielinsky, el personaje representado por el actor Ricardo Darín trabaja como taxidermista para el Museo de La Plata.
- En el cortometraje «Intersección» (2008), del director platense Nicolás Isasi, la primera escena ocurre en las escaleras del Museo de Ciencias Naturales de La Plata.[31]
- En la película «Amanda, el día que Einstein vivió en La Plata» (2014), Marcos Rodríguez reconstruye los momentos de la visita del científico alemán a la Universidad Nacional de La Plata. Es una producción realizada por TV Universidad y TEC TV, que utilizó, como locaciones, edificios emblemáticos de la capital provincial: el Museo de La Plata, el Colegio Nacional Rafael Hernández y el ex Jockey Club.
- En el documental «Francisco Pascasio Moreno. El Perito en límites» (2019), con dirección de Gustavo Muñoz Lorenzo, se presenta la historia de vida del Perito Moreno, fundador del Museo de La Plata, y su legado como científico, naturalista, conservacionista, político, explorador y geógrafo.[32]
- En el año 2022 se estrenó el documental “De la Nubia a La Plata”, dirigido por el cineasta Ricardo Preve. El mismo muestra, a partir de entrevistas a participantes de las campañas a cargo de Abraham Rosenvasser, detalles del trabajo de campo realizado durante la década de 1960.[33][34]

## Mujeres del Museo de La Plata

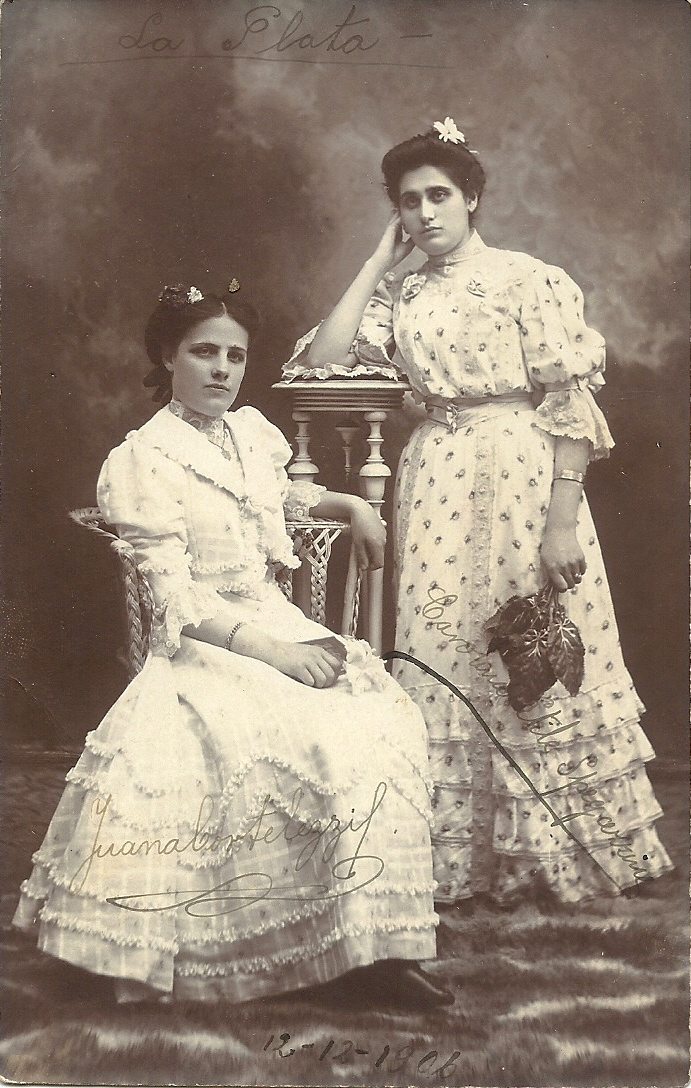
Fotografía de 1906 de Carolina Etile Spegazzini, dedicada a la botánica y Juana Cortelezzi dedicada a la geología. Mujeres del Museo de La Plata, pioneras en sus disciplinas.

Al igual que en todos los ámbitos de desarrollo científico y tecnológico, en el Museo de La Plata numerosas mujeres realizaron importantes aportes al conocimiento de las ciencias naturales y dedicaron su vida a estas disciplinas. Sin embargo, fueron invisibilizadas y sus tareas fueron explicadas principalmente a través de funciones auxiliares, como ayudantes, o como familiares de prohombres del Museo. Con el objetivo de reconocer la labor de esas mujeres, desde el Equipo de Wikimedistas del Museo de La Plata se impulsó la creación de biografías de mujeres cuya trayectoria se desarrolló en la institución. Sus aportes están vinculados tanto a la generación de conocimiento científico en áreas que en su momento estaban vacantes, como a la formación de recursos humanos, curaduría de colecciones o indispensables asistencias en los trabajos de campo. 
A su vez, el 7 de marzo de 2023 se inauguró un banco rojo en la Sala de Etnografía “Espejos Culturales”. Éste se enmarca dentro de un proyecto cultural, social y comunitario orientado a dar visualización en espacios públicos y privados de la lucha por la concientización, información, prevención y sensibilización contra la violencia de género y los femicidios. El lugar donde fue instalado, en la Sala de Etnografía tiene por fin colaborar en el compromiso, la concientización y sensibilización sobre la violencia de género, tanto al público visitante, docentes, Nodocentes y estudiantes manifestando una posición institucional activa en la lucha contra la violencia por razones de género.

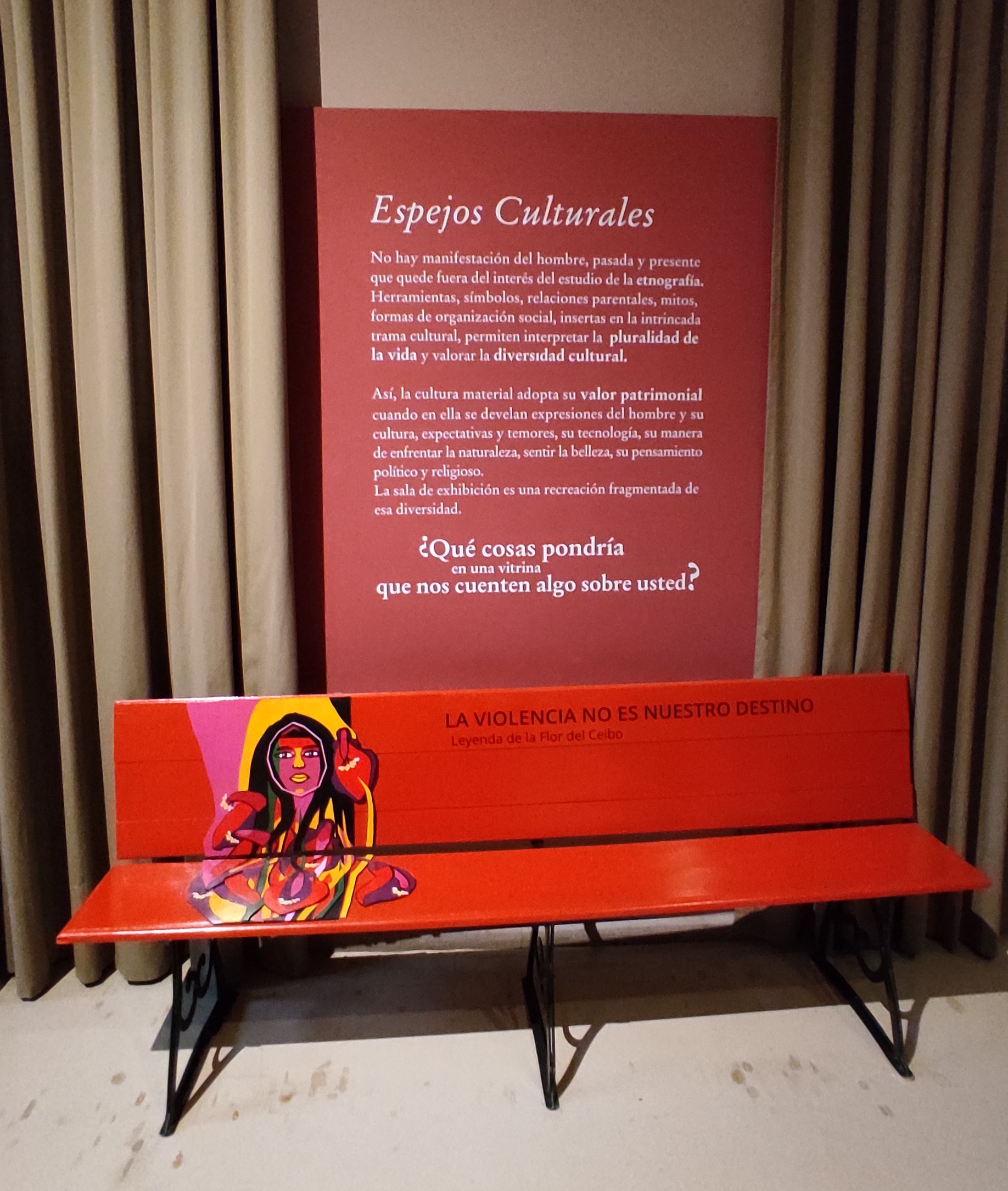
Banco rojo instalado en la sala de Etnografía del Museo de La Plata.